# Бенешов-над-Плоучници
Бенешов-над-Плоучници (чеш. Benešov nad Ploučnicí), (нем. Bensenh) — город на севере Чешской республики, в Устецком крае,  в районе Дечин.
Находится близ реки Плоучнице, притоке реки Эльбы.
Административно разделён на 2 района: Бенешов-над-Плоучници и Овесна.
Центральная часть города является памятником культуры Чехии.

## История
Первое письменное упоминание датируется 1311 годом. Город, вероятно, был основан в 1230-х годах на торговом пути, ведущем из Праги через долину реки Эльбы в Лужицу. Впервые о существовании церкви упоминается в 1352 году. Во время гуситских войн город был завоеван армией «Одна летучая мышь» Яна Рохака из Дубая. Половина населения была убита, а город сожжен дотла. После войны поместье перешло в собственность семьи Вартенберг. В 1511 году Вартенберги продали Бенешов. Во время правления Фридриха Великого, в первой половине XVI века, город пережил свое величайшее развитие. Он перестроил местный средневековый замок в аристократическую резиденцию (сегодня известную как Horny Games) и построил новый замок для своего сына (сегодня Долни замок).
Развитие продолжалось во второй половине 16 века, Бенешов принадлежал семье Зальцхаузен. После смерти последнего Зальцхаузена в 1620 году поместье Бенешов было разделено между семьями Тун унд Хоэнштайн и Клара унд Альдринген.

## Достопримечательности
- Церковь Рождества Пресвятой Богородицы
- Марианская колонна и ратуша
- Замковый комплекс Бенешов-над-Плоучници, состоящий из пяти замков в стиле Саксонского Ренессанса (национальный памятник культуры Чехии)
- Церковь Рождества Пресвятой Богородицы
- Часовня Святой Троицы
- Статуя святого Яна Непомуцкого
- Статуя святого Адальберта
- Скульптурная группа Голгофа с деревянным крестом
- Марианский столб со статуей Девы Марии 1745 г

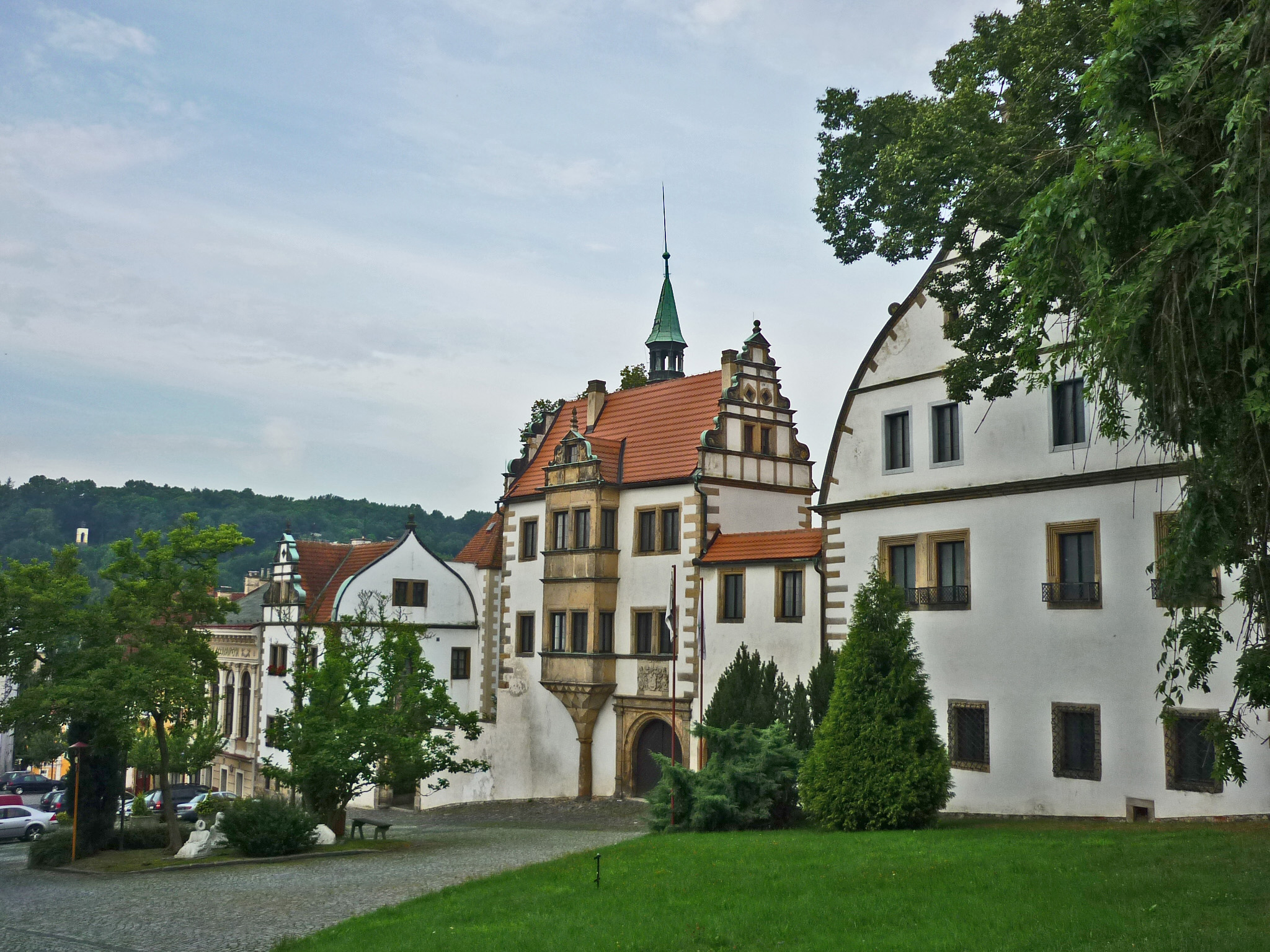
Памятник Яну Шверме.  - Нижний замок
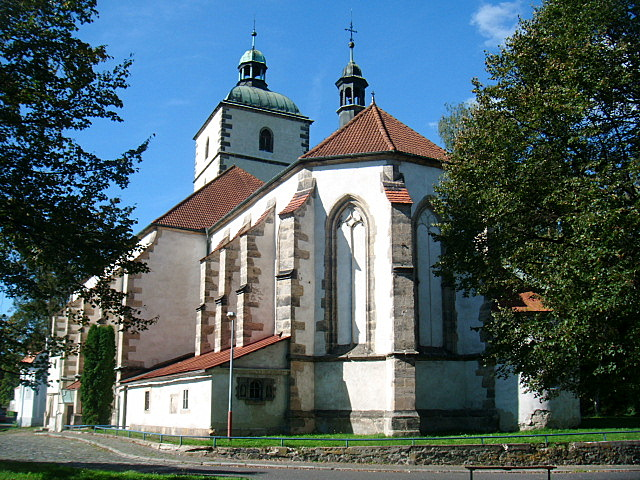
Церковь Рождества Богородицы
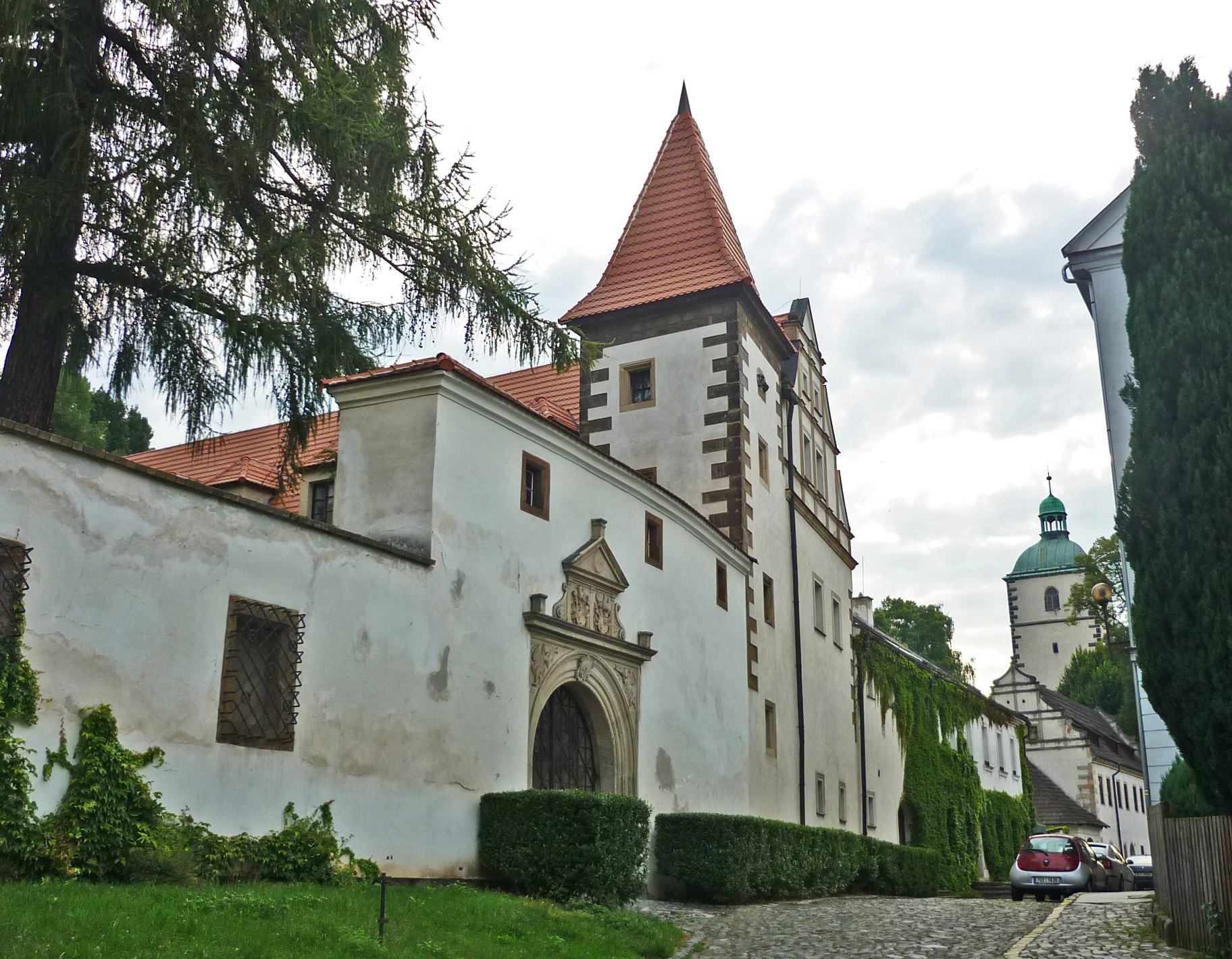
Верхний замок
  - Церковь Рождества Богородицы
  - Верхний замок

## Города-побратимы
- Хайденау, Германия

## Население
Население по состоянию на 2020 год — 3 682 жителя. Площадь — 9, 77 км².
| Год  | Численность | Численность |
| ---- | ----------- | ----------- |
| 1869 | 2379        | [ 6 ]       |
| 1880 | 2597        | [ 6 ]       |
| 1890 | 3486        | [ 6 ]       |
| 1900 | 3957        | [ 6 ]       |
| 1910 | 4166        | [ 6 ]       |
| 1921 | 3877        | [ 6 ]       |
| 1930 | 4531        | [ 6 ]       |
| 1950 | 3286        | [ 6 ]       |
| 1961 | 3570        | [ 6 ]       |
| 1970 | 3630        | [ 6 ]       |
| 1980 | 4758        | [ 6 ]       |
| 1991 | 4233        | [ 6 ]       |
| 2001 | 4062        | [ 6 ]       |
| 2011 | 3785        | [ 6 ]       |
| 2014 | 3832        | [ 7 ]       |
| 2016 | 3782        | [ 8 ]       |
| 2017 | 3775        | [ 9 ]       |
| 2018 | 3757        | [ 10 ]      |
| 2019 | 3716        | [ 11 ]      |
| 2020 | 3682        | [ 12 ]      |
| 2021 | 3659        | [ 13 ]      |
| 2022 | 3573        | [ 14 ]      |
| 2023 | 3602        | [ 15 ]      |
| 2024 | 3574        | [ 16 ]      |
| 2025 | 3526        | [ 3 ]       |

## Персоналии
- Дукке, Петер (род. 1941) — немецкий футболист.
- Дукке, Роланд (1934—2005) — немецкий футболист.